# Чарльз Мэнсон — суперзвезда
«Чарльз Мэнсон — суперзвезда» (англ. Charles Manson Superstar) — американский документальный фильм, снятый Николасом Шреком в 1989 году.

## Сюжет
В фильме с помощью архивных материалов, полицейских фотографий с мест преступлений и бесцензурного интервью рассказывается история американского серийного убийцы Чарльза Мэнсона.

## В ролях
- Чарльз Мэнсон — Чарльз Мэнсон
- Николас Шрек[англ.] — рассказчик
- Зина Шрек[англ.] — рассказчик
- Джеймс Мэйсон[англ.] — Джеймс Мэйсон

## Производство
Большая часть фильма (всё интервью) была снята на территории американской тюрьмы Сан-Квентин. Николас и Зина Шрек озвучивали эпизоды, в которых показывались различные изображения, в то время как на заднем плане играла музыка. В фильме присутствовали кадры, на которых было изображено ранчо Спана и небольшое интервью, в котором Джеймс Нолан Мэйсон рассказывал о Всеобщем Ордене и Чарльзе Мэнсоне. В фильме звучали такие композиции как «Death and Ressurection» Оливье Мессиана, «Lucifer Rising» Бобби Босолея, «Apocalypsis» Кшиштофа Пендерецкого, «Fill Your Heart» Биффа Роуза и запись Антона Шандора Лавея «Сатанинская месса». Также в фильм были включены композиции самого Менсона, такие как «Clang Bang Clang» и «Mechanical Man» из его собственного альбома «Lie: The Love and Terror Cult».